# The Automobile Thieves
The Automobile Thieves è un cortometraggio muto del 1906 diretto da James Stuart Blackton e interpretato dallo stesso regista e da Florence Lawrence, qui al suo primo film. Fu prodotto dalla Vitagraph che lo distribuì nelle sale il 10 novembre 1906.

## Trama
Una giovane coppia di rapinatori si scatena in una serie di rapine che culminano in un inseguimento, in cui i due alla fine vengono uccisi.

## Produzione
Prodotto dalla Vitagraph Company of America.

## Distribuzione
La Vitagraph lo distribuì nelle sale statunitensi il 10 novembre 1906. Copie del film sono conservate negli archivi dell'UCLA Film and Television.